# Malte Braack
Malte Braack (* 1966) ist ein deutscher Mathematiker und Hochschullehrer.

## Wissenschaftliche Laufbahn
Malte Braack studierte von 1988 bis 1994 Mathematik an der Universität Hamburg und der Universität Complutense Madrid und beendete das Studium mit dem Diplom. Von 1994 bis 1995 war er wissenschaftlicher Mitarbeiter und Doktorand an der Universität Heidelberg. Zwischen 1995 und 1998 war er Mitglied der DFG-Graduiertenschule "Modelling and Scientific Computing in Mathematics and Natural Sciences" der Universität Heidelberg. Er arbeitete zwischen 1999 und 2003 als wissenschaftlicher Mitarbeiter des DFG-SFB 359 der Universität Heidelberg. Von 2003 bis zu seiner Habilitation 2005 war er wissenschaftlicher Assistent (C1) an der Universität Heidelberg. 2005 wurde er Privatdozent (C1) und arbeitete als solcher bis 2006 in Heidelberg. Im selben Jahr erhielt er eine Professur für angewandte Mathematik an der Christian-Albrechts-Universität zu Kiel, die er noch immer innehat.

## Forschungsprojekte
- SPP 1253: DFG Priority Programm Optimization with Partial Differential Equations
- SPP 1276: DFG Priority Programm MetStroem
- INRIA Project "Complex flow simulation codes based on high-order and adaptive methods": Concha[1]

## Ausgewählte Publikationen
- M. Braack, A. Prohl, Stable discretization of a diffuse interface model for liquid-vapor flows with surface tension, ESAIM M2AN 47, 401-420, 2013. doi:10.1051/m2an/2012032.
- M. Braack, G. Lube: Finite elements with local projection stabilization for incompressible flow problems, J. Comput. Math. 27, 116-147, 2009.
- R. Becker, M. Braack, B. Vexler: Parameter identification for chemical models in combustion problems, Appl. Numer. Math., 2005, 54 (3-4), p. 519-536.[1]